# François Legault
François Legault [fʁɑ̃.swa lə.ɡo] (Montreal, 26 de mayo de 1957)), es un contable, empresario y político canadiense ligado al nacionalismo quebequés. Desde el 18 de octubre de 2018 es primer ministro de Quebec.
Tras un comienzo de carrera como verificador en Ernst & Young, se decantó hacia la aviación civil. Después de un empleo breve en Nationair y Québecair, fue uno de los fundadores en 1987 de Aire Transat y se hizo el director general, puesto que ocupó hasta su salida en 1997.
El 23 de septiembre de 1998, entró en la política aceptando la proposición de Lucien Bouchard que lo nombra ministro de Industria, Comercio,  Ciencia y de Tecnología antes de ser elegido diputado. Dos meses más tarde, obtiene este estatus cuando es elegido diputado de la circunscripción de Rousseau, con el apoyo del Parti Québécois durante las elecciones generales quebequesas del 30 de noviembre de 1998. Ocupó luego las funciones de ministro de Educación (1998-2002), y después la función de ministro de Sanidad y Servicios Sociales (2002-2003). En 2009, después de cinco años en la oposición parlamentaria, dimitió como diputado.
En febrero de 2011, publicó con el empresario Charles Sirois el manifiesto de la Coalición para el porvenir de Quebec que, en noviembre siguiente, se transformó en partido político, la Coalition avenir Québec (CAQ), de la que él resulta el jefe. Elegido diputado de L'Assomption en las elecciones de 2012 bajo esta bandera, fue reelegido en 2014 y 2018. En esta última elección, su partido obtuvo una mayoría de diputados y entonces se convirtió en el nuevo primer ministro de Quebec.
El comienzo de su mandato estuvo marcado por su gran popularidad que superó rápidamente la de todos los demás primeros ministros provinciales de Canadá, por la adopción de la Ley sobre la laicidad del Estado y, más tarde, por su buena gestión de la pandemia de Covid-19 en Quebec. En 2021, presentó un proyecto de ley que inscribe unilateralmente en la constitución canadiense el hecho que Quebec forma una nación y que esta nación es francófona, entre otros cambios legales que pretenden reforzar el francés.

## Biografía

### Genealogía
El ancestro patronímico de François Legault, el francés Noël Legault llamado también Deslauriers (1674-1747), llegó a Nueva Francia en 1695 y sería originario del pueblo de Lavadur, municipio de Irvillac, en Bretaña, en el actual departamento de Finisterre. Llega a Nueva-Francia como militar en el regimiento de François Le Verrier de Rousson, mosquetero del rey. Una vez en Montreal, Noël Legault se casó con Marie Benard (Besnard) (1678-1760) el 18 de noviembre de 1698 y el primer ministro de Quebec figura entonces en su descendencia directa.

### Juventud y estudios
Primogénito de una familia de tres niñas, François Legault es el hijo de Lucien Legault, maestro de postas, y de Pauline Schetagne, cuyo matrimonio se celebró el 11 de agosto de 1956 por el canónigo Lionel Groulx, un pariente de esta última. Nació en el Hospital de Lachine y creció en Santa-Anne-de-Bellevue. Estudió en la escuela Saint-Georges y después en el Collège Marguerite-Bourgeoys. Después de su grado en administración de negocios en la Escuela de estudios superiores de comercio de Montreal (HEC Montreal) en 1978, recibió una maestríá en administración de negocios en 1984 y se volvió contable certificado. Le ortogaron en 2000 el título de fellow de la orden de los contables certificados (FCA, en francés "Fellow" de l'ordre des comptables agréés) por su implicación para la profesión y para el avance de la sociedad.

### Carrera antes de la política
Legault fue al comienzo un administrador de Provigo y un verificador en Ernst & Young. Cuando tenía 29 años, después de pasar brevemente por Nationair, entró en Québecair. Poco tiempo después, el ejecutivo de Quebec anunció la privatización de la compañía. Con tres socios y un grupo de pilotos de Québecair que habían llevado la batalla de la gente del aire (la bataille des gens de l'air en francés, dos inspectores aéreos quebequeses habían sido suspendidos cinco días sin sueldo por haber dicho dos frases en francés, lo que causó una "batalla" a favor de la igualdad lingüística liderada por muchos canadienses franceses) para proteger la utilización del francés en las conversaciones con las torres de control, lanzó en 1986 Air Transat, que resultará en unos años la aerolínea de vuelos alquilados más grande de Canadá. Fue vicepresidente de las finanzas de esta empresa hasta 1997, con una cifra de negocios de 1 300 mil millones de dólares canadienses y 4 000 empleados. Abandonó la empresa y vendió sus acciones sin avisar a sus socios, «lo que ha puesto Air Transat en grave dificultad financiera».
Gestionó luego el museo Marc-Aurèle Fortin durante un año.

### Carrera política

#### Ministro de los gobiernos Bouchard y Landry

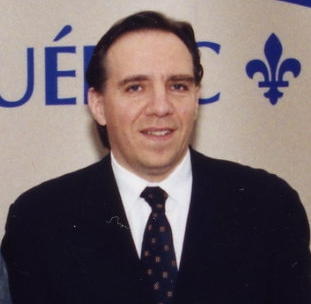
François Legault en 2000.

Fue ministro de Industria, Comercio, Ciencia y Tecnología antes de ser elegido diputado de la circunscripción de Rousseau en la elección general quebequesa de 1998. Ganó su primera elección con el 55,35 % de los votos, con más de 8500 votos más que su adversario del Partido Liberal de Quebec.
Lucien Bouchard lo nombró entonces en el ministerio de la Educación y como vicepresidente del Conseil du Trésor. 
El 6 de febrero de 2002, fue nombrado ministro de Sanidad. Durante sus mandatos ministeriales,  se favorecieron los planes de desempeño para las instituciones de educación y de salud y se lanzaron los primeros grupos de medicina familiar (GMF), que son una agrupación de médicos de familia financiada por el ministerio de Sanidad (estos grupos ofrecen servicios medicales privados o públicos).
Reelegido en las elecciones quebequesas de 2003, llegó a ser el portavoz de la oposición oficial en la Asamblea Nacional para las finanzas y el desarrollo económico. Fue entonces el autor de Los presupuestos del Quebec soberano que trataba de probar que la independencia de Quebec era económicamente rentable. Es también uno uno de los que critian más Ottawa sobre el asunto del desequilibrio fiscal.

#### Oposición oficial
Era visto como un favorito para suceder a Bernard Landry en la carrera a la dirección del Parti québécois en 2005, pero no se presentó para dedicar más tiempo a su familia. La organización que Legault creó durante un año antes de la salida de Landry se dividió sobre todo entre los candidatos André Boisclair y Richard Legendre, que Legault apoyó. No obstante, Legault dio igualmente dinero a la campaña de André Boisclair.
En la reunión electoral estival del Partido Quebequés de 2008, Legault declaró que la gente no estaba lista para proyectos colectivos y que sería preferible no  proponer la independencia de Quebec durante la próxima campaña electoral; hablar de salud o de economía sería más apropiado según él. A pesar de un malestar evidente, sus colegas no discutieron  públicamente su lectura de la actualidad. El día siguiente, Legault explicó su posición al caucus. Pauline Marois expresó su desacuerdo y consideró que el proyecto de soberanía tenía que estar a la orden del día lo más pronto posible.
El 24 de junio de 2009, Radio Canadá afirmó que Legault anunciaría oficialmente que abandonaba la política, porque no quería seguir trabajando en la oposición.

#### Nuevo proyecto político
Se volvió a hacer hablar de él en 2010-2011 mientras se debatía en opinión pública respecto a la Coalición para el porvenir de Quebec (CAQ). Él y el empresario Charles Sirois publicaron el manifiesto de la Coalición para el porvenir de Quebec (en francés Manifeste de la Coalition pour l'avenir du Québec) Este movimiento pretendía traer proposiciones a los partidos políticos existentes y fundar, si era necesario, un partido político. El manifiesto estaba firmado por diez otras personalidades quebequesas: Bruno-Marie Béchard Marinier, Lionel Carmant, Jean Lamarre, Sylvie Lemaire, Michel Lemay, Chantal Longpré, Marie-Eve Proulx, Stéphanie Raymond-Vela, Annie Samson y Jean-François Simard.

#### Jefe de partido de la Coalición para el porvenir de Quebec
La Coalición para el porvenir de Quebec (CAQ) cambió de nombre y fue oficialmente un partido político el 14 de noviembre de 2011. A causa de las modificaciones de las circunscripciones electorales, anunció su intención de presentarse en la circunscripción de L'Assomption. El partido fue oficialmente registrado bajo el nombre «Coalition Avenir Québec» (en español Coalición Porvenir Quebec) y fue renombrado «Coalition avenir Québec — L'équipe François Legault» (en español Coalición porvenir Quebec – El equipo François Legault » el 28 de junio de 2012. Durante las elecciones generales del 4 de septiembre de 2012, ganó su circunscripción electoral con el 42,21 % de los votos, con más de 1000 votos más que la candidata del Parti Québécois (PQ), Lizabel Nitoi. La Coalition avenir Québec obtuvo 1 180 235 votos en la provincia de Quebec (más de 27 % de los sufragios). Fue entonces oficialmente el tercer partido político quebequés, detrás del PQ y el Partido Liberal de Quebec.
En las elecciones generales del 7 de abril de 2014, el PQ mandó a Pierre Paquette, antiguo diputado y jefe parlamentario del Bloque quebequés, para afrontar François Legault en L'Assomption. François Legault mejoró su resultado en comparación con 2012, obteniendo el 49,38 % de los votos, con más de 7 000 votos más que el candidato en segunda posición. Sin embargo, la CAQ sufre un retroceso importante de su resultado en comparación con aquel de 2012. Reunió sólo un total de 975 607 votos (aproximadamente 23 % de los sufragios). François Legault eligió sin embargo continuar su combate político. Se mantuvo a la cabeza de la CAQ y siguió siendo jefe del segundo grupo de oposición oficial a la Asamblea Nacional. Constituyó una voz fuerte de oposición al poder liberal en funcionamiento, conducido por el primer ministro Philippe Couillard.
Durante la campaña para las elecciones quebequesas del 1 de octubre de 2018, adoptó un discurso nacionalista, orientado a la defensa de los valores quebequeses, proponiendo sobre todo una reducción de un 20 % de la inmigración a Quebec y la imposición de un test de valores y de francés a los inmigrantes con el fin de certificar su buena integración en la sociedad quebequesa. Siguió rechazando la independencia de Quebec, pero rechazó igualmente el federalismo, proponiendo una «tercera vía». Sobre las cuestiones económicas, reivindicó una perspectiva «business», prometió bajar los impuestos, mantener el equilibrio presupuestario y reducir el número de funcionarios.
Algunos vieron en su perfil un carácter más pragmático que ideológico. En la elección de 2018, la CAQ obtuvo la mayoría absoluta de los escaños, pasando de 21 escaños en la legislatura anterior a 74 (sobre un total de 125 diputados). En su circunscripción de la Asunción, François Legault reunió más de 57 % de los votos.

#### Primer ministro de Quebec

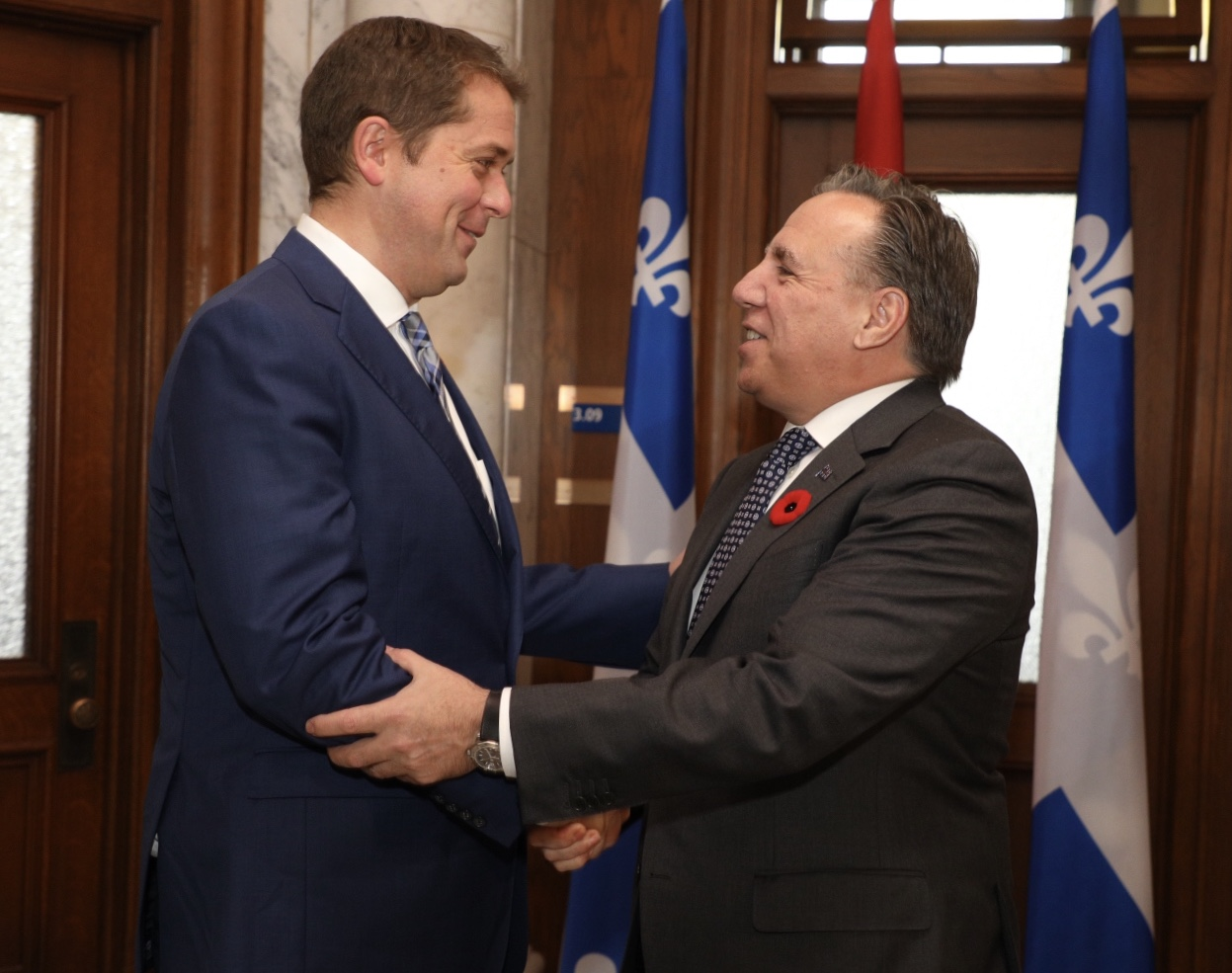
El primer ministro quebequés François Legault con el jefe conservador canadiense Andrew Scheer, 2018.

François Legault pudo entonces formar y conducir un gobierno mayoritario. Sucedió al liberal Philippe Couillard, primer ministro desde 2014 hasta 2018, cuyo partido perdió 36 escaños. Este resultado contradijo la mayoría de las previsiones de las encuestas y de los observadores políticos. Al día siguiente de su victoria, François Legault anunció como prioridad de su acción gubernamental el hecho de «devolver el dinero en la cartera de los quebequeses». Declaró igualmente quería reformar la educación con el fin de ver el aspecto de las dificultades de aprendizaje lo más pequeño posible. Declaró también que quería facilitar el acceso a los médicos de familia, reducir el número de inmigrantes con el fin de integrarlos mejor y reformar el sistema electoral para adoptar el sistema proporcional. 
El 18 de octubre de 2018, presentó su gabinete ministerial. En diciembre, la CAQ propuso su proyecto de ley para elevar la edad legal de consumo del cannabis, que es de 19 años en casi todas las provincias de Canadá (excepto en Alberta donde es de 18 años y en Quebéc donde es de 21 años después de la ley).
El 21 de enero de 2019, mientras iba a Francia para su primera visita oficial al extranjero, el primer ministro de Quebec declaró que, aunque tenía la intención de reducir los cuotas de inmigración, deseaba atraer aun más inmigrantes franceses a Quebec; declaró «Actualmente, hay realmente demasiados inmigrantes en Quebec que no están cualificados o que no hablan  francés. Entonces, los franceses acogeríamos más. Igual con los europeos».
El 28 de marzo de 2019, presentó su proyecto de ley 21 sobre la laicidad.
El comienzo de su mandato estuvo marcado por una elevada popularidad. En efecto, fue el primer ministro provincial más popular del país.
A comienzos del año 2020, Legault afirma que la tasa sobre las botellas estaría ampliada a partir del otoño 2022 por razones ecológicas.
En marzo de 2020, su gobierno tuvo que afrontar la pandemia de Covid-19 que afectaba Quebec. Una serie de medidas fueron aplicadas para disminuir la propagación del virus. Legault estaba rodeado, sobre todo, del Director Nacional de la Salud Pública de Quebec, el doctor Horacio Arruda, así como de la ministra de Sanidad y Servicios Sociales, Danielle McCann.
El 28 de septiembre de 2020, una controversia surgió en el Canadá inglés cuando François Legault se negó a reconocer el carácter sistémico del racismo en Quebec, en el contexto de la muerte de Joyce Echaquan, mientras que varias personalidades políticas y públicas del Canadá inglés habían apoyado la tesis del racismo sistémico.

### La xenofobia como estrategia política
El lema de la provincia de Quebec, "Me acuerdo" (Je me souviens en francés), se encuentra inscrito en todas las matrículas de los vehículos que circulan por dicha región de Canadá. A pesar de su omnipresencia, el significado exacto del lema es objeto de debate. Sin embargo, los expertos coinciden en que representa la relevancia que la sociedad quebequesa otorga a la memoria colectiva, su historia y sus tradiciones.
Una de las tradiciones más arraigadas de Quebec, especialmente en su metrópoli, Montreal, es la acogida de inmigrantes, quienes han desempeñado un papel fundamental en la conformación de su identidad. Por ello, resultó especialmente alarmante la victoria electoral en 20XX de la Coalition Avenir Quebec (CAQ, traducido como "Coalición Futuro de Quebec"), que basó parte de su campaña en el tema de la inmigración. Esta formación política incrementó significativamente su representación parlamentaria, pasando de 21 escaños a 74, asegurándose una mayoría absoluta. Es la primera ocasión desde 1970 en la que ni los liberales ni los separatistas asumen el control del gobierno provincial.
La preocupación radica no tanto en las propuestas concretas de la CAQ, que algunos partidos xenófobos europeos podrían considerar moderadas, sino en la introducción de un debate que anteriormente era marginal. François Legault, líder de la CAQ, sostuvo que "Quebec ha superado su capacidad de integración", proponiendo la reducción del número de inmigrantes admitidos y mayores controles en diversas categorías migratorias. La propuesta más controvertida es la implementación de un examen de francés y cultura tras tres años de estancia en la provincia, con el riesgo de expulsión en caso de no aprobar.
Esta postura ha sido fuertemente criticada por el sector empresarial de Quebec, el cual argumenta la necesidad de trabajadores extranjeros para sostener la economía de la provincia. Con una tasa de desempleo de 5,3%, cercana al pleno empleo, y un crecimiento económico del 3%, la Cámara de Comercio de Montreal ha señalado la existencia de 100,000 puestos de trabajo vacantes debido a la falta de candidatos cualificados. Las propuestas de Legault podrían, en consecuencia, tener un impacto negativo en la economía quebequesa.
La situación política en Quebec parece reflejar una tendencia global donde líderes como Matteo Salvini, Viktor Orbán o Donald Trump han popularizado discursos xenófobos en regiones donde anteriormente carecían de influencia. Es un recordatorio de que Quebec, una tierra tradicionalmente acogedora hacia los inmigrantes, enfrenta nuevos problemas en el panorama político contemporáneo.
Mientras Canadá busca reforzar su compromiso con la inmigración, el gobierno federal planea recibir un récord de nuevos inmigrantes, sumando 1.45 millones a su población de 39 millones para 2023. A pesar de que en otros países occidentales la inmigración ha generado divisiones y el surgimiento de extremismos políticos, en Canadá existe un consenso generalizado sobre su valor. Sin embargo, Quebec ha sido una excepción notable, con políticos que han exacerbado sentimientos antiinmigrantes, aprovechando los temores de los votantes franco-quebequenses sobre la pérdida de su identidad cultural.

## Nacionalismo y populismo quebequense: la retórica de François Legault
En la política de Quebec, se ha discutido ampliamente sobre el enfoque del Primer Ministro François Legault respecto a la identidad nacional y la inmigración. Legault ha defendido la importancia de proteger la cultura francesa dentro de Canadá y ha argumentado que es importante para Quebec obtener un control completo sobre sus poderes de inmigración para preservar su identidad lingüística y cultural.Críticos de Legault, sin citar nombres específicos, han comparado sus métodos y retórica con los del populismo al estilo de ciertos políticos estadounidenses, acusándolo de fomentar el miedo y el nacionalismo étnico como herramientas de movilización política. Estos críticos afirman que tales tácticas pueden ser divisivas y potencialmente dar lugar a actitudes intolerantes dentro de la sociedad.
Algunos han cuestionado la afirmación de Legault de que la cultura francesa está en peligro de ser asimilada, señalando datos de Statistics Canada que indican que el número de francófonos en Canadá está en realidad aumentando. Además, se argumenta que la situación demográfica de Quebec es sustancialmente diferente a ejemplos históricos de asimilación cultural citados por el Primer Ministro.En el debate político, ha surgido preocupación por las consecuencias de fomentar el nacionalismo exclusivista. Historiadores y politólogos han señalado que movimientos nacionalistas del pasado, una vez alimentados por líderes influyentes, han podido llevar a la violencia, la supresión de derechos básicos o el señalamiento de grupos específicos como enemigos. En este contexto, se ha instado a los líderes políticos a evitar la retórica incendiaria y en su lugar, abogar por la promoción de la cultura y el idioma francés a través de medios más inclusivos y positivos.
La postura de Legault ha sido objeto de debate en la provincia de Quebec, con algunas personas apoyando su enfoque de preservar la cultura francesa y otros criticando lo que ven como tácticas de miedo y división. La política de inmigración y la identidad cultural continúan siendo temas de gran relevancia en la provincia, y las opiniones de Legault en este asunto resaltan la naturaleza compleja y a menudo controvertida del nacionalismo en el contexto canadiense moderno.

## Vida personal
François Legault tiene dos hijos, Xavier y Victor.

## Resultados electorales
| | Nombre                           | Partido                       | Número de votos | %      | May.   |
| --- | -------------------------------- | ----------------------------- | --------------- | ------ | ------ |
| | François Legault                 | Coalition Avenir Québec       | 18 237          | 57 %   | 12 812 |
| | Marie-Claude Brière              | Québec solidaire              | 5 425           | 17 %   | -      |
| | Sylvie Langlois Brouillette      | Partido Quebequés             | 4 625           | 14,5 % | -      |
| | Virginie Bouchard                | Partido Liberal de Quebec     | 2 558           | 8 %    | -      |
| | Eve Bellavance                   | Partido Verde de Quebec       | 596             | 1,9 %  | -      |
| | Sylvie Tougas                    | Citoyens au pouvoir           | 363             | 1,1 %  | -      |
| | Charles-Etienne Everitt-Raynault | Partido Conservador de Quebec | 175             | 0,5 %  | -      |
| Total | Total                            | Total                         | 31 979          | 100 %  |        |
| La tasa de participación durante la elección era de 71,9 % y 575 boletines han sido rechazados.                      |                                  |                               |                 |        |        |
| Fuente : DGEQ, « Resultados Elecciones Quebec 2018 », sobre electionsquebec.qc.ca (consultado el 14 de mayo de 2019) |                                  |                               |                 |        |        |

|                                                                                                 | Nombre                   | Partido                       | Número de votos | %      | May.  |
| ----------------------------------------------------------------------------------------------- | ------------------------ | ----------------------------- | --------------- | ------ | ----- |
|                                                                                                 | François Legault         | Coalition avenir Québec       | 18 719          | 49,4 % | 7 178 |
|                                                                                                 | Pierre Paquette          | Parti Québécois               | 11 541          | 30,4 % | -     |
|                                                                                                 | Jean-Marc Bergevin       | Partido Liberal de Quebec     | 5 057           | 13,3 % | -     |
|                                                                                                 | Sylvain Fournier         | Québec solidaire              | 2 198           | 5,8 %  | -     |
|                                                                                                 | Gabriel Gauthier         | Option nationale              | 226             | 0,6 %  | -     |
|                                                                                                 | Charles-Étienne Raynault | Partido Conservador de Quebec | 169             | 0,4 %  | -     |
| Total                                                                                           | Total                    | Total                         | 37 910          | 100 %  |       |
| La tasa de participación durante la elección era de 73,4 % y 666 boletines han sido rechazados. |                          |                               |                 |        |       |

|                                                                                                 | Nombre           | Partido                   | Número de votos | %      | May.  |
| ----------------------------------------------------------------------------------------------- | ---------------- | ------------------------- | --------------- | ------ | ----- |
|                                                                                                 | François Legault | Coalition avenir Québec   | 17 166          | 42,2 % | 1 078 |
|                                                                                                 | Lizabel Nitoi    | Parti Québécois           | 16 088          | 39,6 % | -     |
|                                                                                                 | Lea Hébert       | Partido Liberal de Quebec | 4 694           | 11,5 % | -     |
|                                                                                                 | Sylvain Fournier | Quebec Solidario          | 1 465           | 3,6 %  | -     |
|                                                                                                 | Evelyne Marcil   | Option nationale          | 667             | 1,6 %  | -     |
|                                                                                                 | Christine Lebel  | Partido Verde de Quebec   | 588             | 1,4 %  | -     |
| Total                                                                                           | Total            | Total                     | 40 668          | 100 %  |       |
| La tasa de participación durante la elección era de 80,4 % y 519 boletines han sido rechazados. |                  |                           |                 |        |       |

|                                                                                               | Nombre             | Partido                      | Número de votos | %      | May.   |
| --------------------------------------------------------------------------------------------- | ------------------ | ---------------------------- | --------------- | ------ | ------ |
|                                                                                               | François Legault   | Parti Québécois              | 16 513          | 56,8 % | 10 019 |
|                                                                                               | Michel Fafard      | Partido Liberal de Quebec    | 6 494           | 22,3 % | -      |
|                                                                                               | Jean-Pierre Parrot | Acción Democrática de Quebec | 4 774           | 16,4 % | -      |
|                                                                                               | François Lépine    | Quebec Solidario             | 709             | 2,4 %  | -      |
|                                                                                               | J. Michel Popik    | Partido Verde de Quebec      | 595             | 2 %    | -      |
| Total                                                                                         | Total              | Total                        | 29 085          | 100 %  |        |
| La tasa de participación durante la elección era de 54 % y 461 boletines han sido rechazados. |                    |                              |                 |        |        |

|                                                                                               | Nombre                 | Partido                      | Número de votos | %      | May.  |
| --------------------------------------------------------------------------------------------- | ---------------------- | ---------------------------- | --------------- | ------ | ----- |
|                                                                                               | François Legault       | Partido Quebequés            | 14 670          | 41,8 % | 1 410 |
|                                                                                               | Jean-Pierre Parrot     | Acción Democrática de Quebec | 13 260          | 37,8 % | -     |
|                                                                                               | Yves Juez de lo social | Partido Liberal de Quebec    | 5 402           | 15,4 % | -     |
|                                                                                               | Richard Chatagneau     | Partido Verde de Quebec      | 992             | 2,8 %  | -     |
|                                                                                               | Alex Boisdequin-Lefort | Quebec Solidario             | 789             | 2,2 %  | -     |
| Total                                                                                         | Total                  | Total                        | 35 113          | 100 %  |       |
| La tasa de participación durante la elección era de 69 % y 435 boletines han sido rechazados. |                        |                              |                 |        |       |

|                                                                                               | Nombre                 | Partido                      | Número de votos | %      | May.  |
| --------------------------------------------------------------------------------------------- | ---------------------- | ---------------------------- | --------------- | ------ | ----- |
|                                                                                               | François Legault       | Parti Québécois              | 14 079          | 47,8 % | 4 952 |
|                                                                                               | Michel F. Brunet       | Partido Liberal de Quebec    | 9 127           | 31 %   | -     |
|                                                                                               | François Girouard      | Acción Democrática de Quebec | 5 645           | 19,2 % | -     |
|                                                                                               | Alex Boisdequin-Lefort | UFP                          | 324             | 1,1 %  | -     |
|                                                                                               | Gérard Gauthier        | Démocratie chrétienne        | 249             | 0,8 %  | -     |
| Total                                                                                         | Total                  | Total                        | 29 424          | 100 %  |       |
| La tasa de participación durante la elección era de 65 % y 539 boletines han sido rechazados. |                        |                              |                 |        |       |

|                                                                                                 | Nombre              | Partido                      | Número de votos | %      | May.  |
| ----------------------------------------------------------------------------------------------- | ------------------- | ---------------------------- | --------------- | ------ | ----- |
|                                                                                                 | François Legault    | Parti Québécois              | 18 076          | 55,4 % | 8 543 |
|                                                                                                 | John TIENE. Redmond | Partido Liberal de Quebec    | 9 533           | 29,2 % | -     |
|                                                                                                 | Clément Lévesque    | Acción Democrática de Quebec | 4 805           | 14,7 % | -     |
|                                                                                                 | Francis Martin      | Démocratie socialiste        | 243             | 0,7 %  | -     |
| Total                                                                                           | Total               | Total                        | 32 657          | 100 %  |       |
| La tasa de participación durante la elección era de 75,9 % y 457 boletines han sido rechazados. |                     |                              |                 |        |       |